# دیو ناوارو
دیو ناوارو (انگلیسی: Dave Navarro؛ زادهٔ ۷ ژوئن ۱۹۶۷) یک موسیقی‌دان اهل ایالات متحده آمریکا است.
او در فیلم تقلا بازی کرده‌است.